# Saxo Bank
A Saxo Bank egy dán online befektetési bank, eredeti nevén Midas Fondsmæglerselskab. 1992-ben brókercégként hozta létre Lars Seir Christensen, Kim Fournais és Marc Hauschildt. Jelenlegi neve 2001-től van használatban, ekkor kapta meg banki tevékenységi engedélyét is.
A bank, Saxo Trader platformja segítségével, online befektetési szolgáltatásokat nyújt, amelyek számítógépről, de akár okostelefonokról is elérhetőek. Kötvényeket, részvényeket, nemzetközi devizát lehet így vásárolni és eladni.
A Saxo Bank több, mint tíz pénzügyi szolgáltatóval működik együtt, ily módon is biztosítva azok folyamatos  fizetőképességét és a vagyonalapokhoz való jó hozzáférést. Tevékenységének kétharmadát teszik ki az általa nyújtott befektetési és kereskedelmi szolgáltatások, amelyekben az online bróker szerepét tölti be.
A Saxo Bank nemzetközileg elismert és díjazott pénzintézet, amelynek az értékét  20 milliárd dán koronára becsülik. A bank 2010 -es félévi értékelésében 551 millió dán korona tiszta nyereséget tüntetett fel. Ez az összeg meghaladta a bank éves nyereségeit az ezt megelőző időkből.
A Microsoft, Barclay, Stockbrokers Ltd. és egyéb cégek együttműködésével indította el 2010-ben a White Label projekteket. A Saxo Bank ezernél több alkalmazottat foglalkoztat és jelen van a világ több, mint 180 országában.

## A Saxo Bank központja és kirendeltségei
A bank székhelye Koppenhágában van, kirendeltségei megtalálhatóak Prágában, Londonban, Párizsban, Genfben, Zürichben, Szingapúrban, Tokióban, Marbellában és Pekingben is.

## Vállalkozás a Saxo Bankkal
Igénybe vehető az ún. „white labeling” szolgáltatás, mely során brókerek és egyéb pénzintézetek megvásárolhatják a Saxo Bank tőzsdei felületeit, hogy ezeket aztán a saját nevük alatt használják és továbbkínálják, mintha a saját felületükről lenne szó.

## Online tőzsde felületek
Az online kereskedelem három felületen, a SaxoWeb Trader, a Saxo Trader és a SaxoMobile Traderen történik, amelyek húsz nyelven elérhetőek. Mindhárom felület a bank saját fejlesztése. A  valamilyen algoritmus alapján történő kereskedelemre fejlesztették ki a TradeCommander szolgáltatást, amelyet leginkább új kereskedelmi és tőzsdei stratégiák tesztelésére használnak.

### SaxoWebTrader
Ez a felület az internetes böngészőn keresztül elérhető, így nem igényli semmilyen egyéb software installálását. A bank által kínált összes pénzügyi termékkel engedélyezett a kereskedelem. A pénzügyi piacon történő változások grafikonokon követhetőek.

### SaxoTrader
A Saxo Trader a Windows operációs rendszerek számára kifejlesztett software. A bank által kínált összes pénzügyi termékkel lehet kereskedni. A  felület a Dow Jones és a Market News International pénzügyi portálokkal is össze van kapcsolva. A Saxo Trader felületet a white labeling keretén belül a bank partnerei saját nevükre vehetik és továbbkínálhatják klienseiknek.

### SaxoMobileTrader
Ennek a felületnek a segítségével okostelefonokról is követhető a világpiac alakulása és végezhető a világpiaci kereskedelem. Androidos telefonok és iPhone-ok részére is elérhető ez az alkalmazás. A Saxo Bank brókerei blogbejegyzésekben és videókban számolnak be a világpiaci eseményekről. A videók az iHned.cz oldalon érhetők el.

## Díjai, elismerései
A bank számos díjat és elismerést szerzett már a szolgáltatásai, termékei, technológiája miatt.

### 2011
Az Euromoney folyóirat által végzett devizapiaci felmérésben a Saxo Bank az első helyet szerezte meg a következő kategóriákban: A teljes piaci részesedés legnagyobb növekedése (10-25 milliárd USD). A teljes piaci részesedés legnagyobb növekedése (5-10 milliárd USD). Az ügyletek leggyorsabb végrehajtása. A legjobb piacfelmérés és analízis. Az ügyletek leghatékonyabb végrehajtása és a leghatékonyabb kockázatkezelő eljárások. A  törvényes eljárásokat érintő legjobb megoldások.

### 2010
- A legjobb online felület (Shares Magazine).[11]
- A legjobb „re-labeling” felület (Profit & Loss).[12]

### 2009
- A több bank számára kialakított felület kategóriában első hely a gyors megvalósításért, az árak átláthatóságáért, a tranzakciók mennyiségéért és a kockázat hatékony és innovatív kezeléséért (Euromoney, FX Pool).[13]
- A legjobb FX bank a befektetők szempontjából (FX Week).[14]

### 2008
- Legjobb fogyasztói felület (FX Week).[15]
- Elismerés az institucionális FX szolgáltatónak a 2008-as évért (World Finance).[16]
- A leggyorsabban fejlődő FX fogyasztói bank, 100-250 milliárd évente (Euromoney, FX Pool).[10]
- Legjobb fogyasztói felület (Profit & Loss).[10]
- Legjobb FX szolgáltató Dániában (Euromoney).[17]